# Gemini Award
Der Gemini Award war eine Auszeichnung für die besten englischsprachigen Fernsehfilme und Fernsehserien in Kanada. Der Fernsehpreis war mit dem Emmy Award in den USA vergleichbar. Er wurde von der kanadischen Akademie für Kino und Fernsehen (Academy of Canadian Cinema & Television) gegründet. Das frankokanadische Gegenstück war der Prix Gémeaux.
Die erste Verleihung fand 1986 statt. Gemini Awards wurden jährlich in Toronto, Ontario in 87 Kategorien verliehen. Für das Lebenswerk wurden jedes Jahr ein oder mehrere Künstler mit dem Earle Grey Award geehrt. Die Statue wurde von Designer Scott Thornley entworfen.
2013 wurden die Gemini Awards und die Genie Awards von der Academy of Canadian Cinema and Television durch die neuen Canadian Screen Awards ersetzt.